# 鄭辯
鄭辯（?—?），北魏陳郡（今河南项城）人。527年七月，郑辩和同乡劉獲在西华反魏，改年号为天授，并与南梁谯州刺史湛僧智合谋，北魏任命东豫州（今河南息县）刺史谯国（今安徽亳州）人曹世表为东南道行台来讨伐刘获、郑辩，源子恭代替曹世表担任东豫州刺史。众将领因刘获、郑辩人多势强，官军全是些残兵败卒，不敢交战。
曹世表患背肿，坐车出来告诉统军是云宝：“出其不意而发动攻击，一战即可击败在州民中有名望刘获和郑辩，只要刘获被打败了，那么湛僧智自然就会逃跑的。”于是挑选兵马交给是云宝，天黑时出城，天刚亮对刘获发起进攻，大败刘获，穷追而不舍，余党全被铲平。湛僧智知情后，逃回南梁去了。郑辩同源子恭过去有交情，逃匿在源子恭那里，曹世表集合将吏当面责斥源子恭，收捕了郑辩，斩了他。